# 原发性血小板增多症
原发性血小板增多症(英語：essential thrombocythemia，ET)，是一種血小板過多執行凝血作用而產生的結果。其常見於皮膚表面血小板栓子(結痂)過量，通常此現象很有可能與骨髓造血系統有極大關聯。

## 類別
原發性 : 骨髓增生症(myeloproliferative disorders)的其中一種。即血栓症，會造成腦中風、腸中風等。
次發性 : 因藥物，缺鐵性貧血，由其他併發症引起。如白血球過多症、淋巴癌、皮膚癌、紅血球含量過低症。

## 症狀
主發於牙齦流血，血尿，胃食道出血、皮膚、黏膜瘀斑。